# Sztarine 'Seleznih ino Szalaszkih Szlovencov
Sztarine 'Seleznih ino Szalaszkih Szlovencov tudi Sztarine Zseleznih ino Szalaszkih Szlovencov (Starine Železnih in Zalskih Slovencev, madžarsko Vas és Zala megyei szlovénok régiségei) je rokopisno delo Jožefa Košiča iz leta 1845. Verjetno, je nadaljevanje zgodovinske knjige Zgodbe vogerszkoga králesztva, ki je bila tiskana 1848. Vir Sztarine je bilo delo Antona Krempla Dogodivšine Štajerske zemle. Čeprav Košič ni izdal Sztarine, ampak po mnenju Vilka Novaka to je tudi reformirala knjižno prekmurščino.

## Vsebina knjige
Košič v knjigi je želel poljudno prikazati Slovencom med Muro in Rabo njihovo preteklost. Zato navaja mnogo dogodkov v posameznih krajih. Največ prostora pa je namenil reformaciji, katoliški obnovi in turškim ter drugim bojem na Madžarskem (Ogrskem).
Poleg knjige Krempla je tudi uporabljal madžarske in nemške zgodovinske knjige, pa tudi rokopisne vire.

### Jezik knjige
V knjigi je jezik terjal nove izraze, ki jih je delno prevzel iz štajerske slovenščine (iz Kremplove knjige) in tudi iz kajkavščine. Dostikrat pa tudi sam tvoril, če jih ni našel v ljudski prekmurščini, napr: vládbe, mocsnoszt, lasztvinsztvo, velikovűsztenji, itd.
Košičev slog je zavoljo domačih, tudi grobih izrazov in primer, zelo živahen, nazoren in izpričuje spretnega pripovednika s smislom za nazorno, poljudno prikazovanje dogodkov in ljudi.
Glasz lutheransztva po vogerskom kralesztvi

§ 2. Na nasem Szlovenszkom sze je lutheranszka miszeo najpervo na Széchi Tomasi vöszpisila. Ino bi mogao kakti od krala namesztvani braniteo na czisztercitenszke redovnike v Szvetom Gotthardi szkerb nosziti, meszto toga je nje z sztradanyom, nyihove kmete pa z velkimi placsilami ino goszpodsinami oblozsene kak robe mantrao. Plebanuse je sz tem drascso, da je veliko gorna vü farofe dao vküpzvoziti, naj bi ono szkercsmarili; escse szo i nyegovim jagerskom pszom mogli kosto dato. Ka vcsiniti sze je vpirao sormaszki plebanuš ino szvojih nemeskih pravic derzsao prouti nyegovim nepravdenim terjanyom: ga je dao zvezanoga v Gornyo Lendavo prignati i v temnico notri zaprejti. Széchi Tomasa je tüdi vu neszrecsnom bityi pri Mohacsi törszka szabla szkoncsala.

## Zgodovine
Košič ga dal je knjigo pregledati gornjelandvskemu duhovniku pisatelju Jakobu Sabarju. Rokopis je prišel na podstrešje tamkajšnje cerkve, kjer ga je ob vizitaciji našel dekan Franc Ivanoci. Ta ga je 1913 posodil zgodovinarju dr. Josipu Grudnu v Ljubljani, ki ga je uporabil pri pisanju poglavij o madžarskih Slovencih v svoji knjigi Zgodovini slovenskega naroda, in ga objavil v časopisu  za zgodovino in narodopisje. Objava je pomanjkljiva, ker je Gruden prezrl Košičeve obrobne opombe, kjer na primer omenja tudi delovanje Svetega Cirila in Metoda; ni poznal prekmurščine in madžarskega abeceda. Šele po najdbi rokopisa, ki ga je Gruden založil, po leta 1950, smo mogli dognati Košičevo avtorstvo, o katerem smo bili poznavalci jezika Košičeva in sloga prepričani že prej.

## Zapisek
1. ↑  To je Monošter v Porabju.
2. ↑  To je Žormot (Rábagyarmat) v Porabju.
3. ↑  To je Grad, v Prekmurju.
4. ↑  To je Mohačka bitka, 1526.